# Marc Rieffel
Marc Aristide Rieffel (* 22. Dezember 1937 in New York City) ist ein US-amerikanischer Mathematiker, der sich mit Operatoralgebren, nichtkommutativer harmonischer Analysis und Quantengeometrien (u. a. Nichtkommutative Geometrie im Sinn von Alain Connes) befasst. Er ist Professor an der University of California, Berkeley.

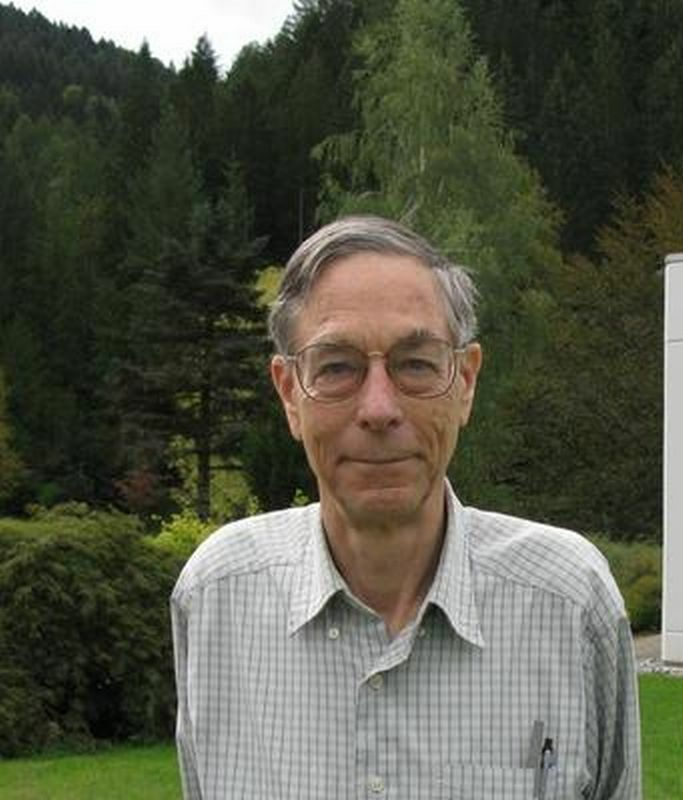
Marc Rieffel, Oberwolfach 2011

Rieffel studierte an der Harvard University mit dem Bachelor-Abschluss 1959 und wurde 1963 bei Richard Kadison an der Columbia University promoviert (A characterization of commutative group algebras and measure algebras). Danach war er ab 1963 Lecturer an der Universität Berkeley, wurde Assistant Professor, 1968 Associate Professor und 1973 Professor.
Er entwickelte in den 1970er Jahren die Theorie der Morita Äquivalenz von C*-Algebren und führte die starke Deformationsquantisierung ein.
Er ist Fellow der American Mathematical Society.
Zu seinen Doktoranden gehört Jonathan Rosenberg.

## Schriften
- Gromov-Hausdorff distance for quantum metric spaces/matrix algebras converge to the sphere for quantum Gromov-Hausdorff distance, American Mathematical Society 2004, Arxiv
- Deformation quantization for actions of {\displaystyle R^{d}}, American Mathematical Society 1993
- Deformation quantization and operator algebras, Proc. Symposium Pure Mathematics, Band 51, 1990, S. 411–423
- Quantization and C* algebras, Contemporary Mathematics, Band 167, 1994, S. 67–97
- Non-commutative tori - a case study of non-commutative differentiable manifolds, Contemporary Mathematics, Band 105, 1990, S. 191–211
- mit Alain Connes Yang-Mills for non-commutative 2-tori, Contemporary Mathematics, Band 62, 1987, S. 237–266
- Herausgeber mit Lewis Coburn Perspectives on quantization (Proceedings of the 1996 AMS-IMS-SIAM Joint Summer Research Conference, 7.–11. Juli 1996, Mt. Holyoke College), American Mathematical Society 1998
- Morita equivalence for C*-algebras and W*-algebras, J. Pure Appl. Algebra 5 (1974), 51–96
- Induced representations of C*-algebras, Bull. Amer. Math. Soc. 78 (1972), 606–609 und Advances in Mathematics, Band 13, 1974, S. 176–257
- Morita equivalence for operator algebras, Proceedings of Symposia in Pure Mathematics 38 (1982) Part I, 285-298
- Application of Strong Morita Equivalence to transformation groups of C* algebras, Proceedings of Symposia in Pure Mathematics 38 (1982) Part I, 299-309
- Unitary representations of group extensions; an algebraic approach to the theory of Mackey and Blattner, Studies in analysis, Advances in Mathematics Suppl, 4, Academic Press 1979, S. 43–82
- mit Albert S. Schwarz Morita equivalence of multidimensional noncommutative tori, Internat. J. Math., Band 10, 1999, S. 289–299, Arxiv
- A global view of equivariant vector bundles and Dirac operators on some compact homogeneous spaces, in Group representations, ergodic theory, and mathematical physics: a tribute to George W. Mackey, Contemporary Mathematics, Band 449, 2008, S. 399–415
- Integrable and proper actions on C*-algebras, and square-integrable representations of groups, Expositiones Mathematicae, Band 22, 2004, S. 1–53, Arxiv
- Compact quantum metric spaces, in Operator algebras, quantization, and noncommutative geometry, Contemporary Mathematics, Band 365, 2004, S. 315–330, Arxiv